# میشل بوکه
میشل بوکه (فرانسوی: Michel Bouquet‎؛ زادهٔ ۶ نوامبر ۱۹۲۵ – ۱۳ آوریل ۲۰۲۲) بازیگر اهل فرانسه بود. وی از سال ۱۹۴۷ میلادی تاکنون مشغول فعالیت بود.

## جوایز
وی برنده جوایزی همچون لژیون دونور (فرمانده) و لژیون دونور (افسر بزرگ) شده است.

## فیلم‌شناسی
از فیلم‌ها یا برنامه‌های تلویزیونی که وی در آن نقش داشته است، می‌توان به زن بی‌وفا، شب و مه، بینوایان، آقای ونسان،  تمام صبح‌های جهان و دست‌نویس شاهزاده اشاره کرد.